# Jan Oradi
Jan Oradi, artiestennaam van Jan Jacobus Cornelis van Raay, (Den Haag, 14 november 1913 - Zwolle, 4 augustus 1994) was een Nederlands radiomedewerker.
Hij verwierf grote faam als imitator in veel verschillende radioprogramma's. Hij maakte zijn debuut in 1940 in De bonte dinsdagavondtrein. Tijdens de Tweede Wereldoorlog was hij twee jaar lang geïnterneerd en na de bevrijding werkte hij voor het Engelse leger.
Daarna maakte hij onder andere deel uit van de gezelschappen van Chiel de Boer en Adrie van Oorschot. Bekend werd hij vooral door het programma Mimoza, geschreven door Eli Asser. In deze komische strip, die werd uitgezonden in de Showboat, verzorgde Oradi de special effects. Als er in het programma een trein of een fluitketel etc. te horen was, dan waren dat geluiden die hij maakte. Als artiestennaam koos hij een anagram van het woord radio.
In de jaren 60 was hij onder andere te horen in het hoorspel De Wadders van Jan de Cler en trad hij op in het amusementsprogramma Mik & Mak van de VARA. 
Oradi overleed in augustus 1994 op 80-jarige leeftijd.